# Gwen Bristow
Gwen Bristow (Marion, 16 settembre 1903 – New Orleans, 17 agosto 1980) è stata un'attrice, sceneggiatrice e giornalista statunitense.

## Opere
- The Alien, and Other Poems (1926)
- L'ospite invisibile (The Invisible Host, 1930)
- The Gutenberg Murders (1931)
- The Mardi Gras Murders (1932)
- Two and Two Make Twenty-two (1932)
- Plantation Trilogy : 
  - Deep Summer (1937)
  - The Handsome Road (1938)
  - This Side of Glory (1940)
- Gwen Bristow, A Self-Portrait (1940)
- Tomorrow Is Forever (1943)
- Jubilee Trail (1950)
- Celia Garth (1959)
- Calico Palace (1970)
- From Pigtails to Wedding Bells (1978)
- Golden Dreams (1980)